# 都城市立西岳小学校
都城市立西岳小学校（みやこのじょうしりつ にしだけしょうがっこう）は、宮崎県都城市美川町にある公立の小学校。

## 概要
歴史
1873年（明治6年）創立。現校名となったのは1965年（昭和40年）。2023年（令和5年）に創立150周年を迎えた。
校章
三種の神器と桜の花弁を背景にして、中央に校名の頭文字である「西」の文字を配している。
校歌
作詞は前田一美および津曲一夫、作曲は高島巌による。歌詞は3番まであり、歌詞中に校名は登場しない。
通学区域
都城市のうち、「美川町、高野町、御池町（一部）」。
中学校区は都城市立西岳中学校。

## 沿革
- 1873年（明治6年）4月1日　- 西岳村千足志宮嶋に「宮嶋小学校」が創立。
- 1886年（明治19年）- 小学校令施行により、簡易科（3年制）を設置の上、「簡易宮嶋小学校」に改称。
- 1889年（明治22年）5月1日 - 町村制の施行により、北諸県郡2村（安永、西岳）が合併の上、「庄内村」が発足。
- 1890年（明治23年）- 尋常科（4年制）を設置の上、「尋常宮嶋小学校」に改称。
- 1891年（明治24年）7月4日 - 庄内村の一部（西岳）が分立して「西岳村」が発足。
- 1892年（明治25年）- 「宮嶋尋常小学校」に改称。
- 1893年（明治26年）- 「西岳尋常小学校」に改称。
- 1906年（明治39年）7月 - 農業補習学校を併設。
- 1908年（明治41年）
  - 4月1日 - 改正小学校令により、尋常科（義務教育年限）が4年制から6年制に改められる。尋常科5年を新設。
  - 12月1日 - 高野尋常小学校[2]を統合。高野上の段に移転。
- 1909年（明治42年）
  - 4月 - 尋常科6年を新設。新校舎が完成。
  - 6月2日 - 高等科（2年制）を併置の上、「西岳尋常高等小学校」に改称。
- 1914年（大正3年）4月 - 校舎（3教室など）を増築。運動場を拡張。
- 1920年（大正9年）- 運動場を拡張。
- 1924年（大正13年）2月 - 校舎（3教室）を増築。運動場を拡張。
- 1926年（大正15年）7月 - 青年訓練所を併置。
- 1929年（昭和4年）10月 - 校舎（2教室）を増築。
- 1938年（昭和13年）4月 - 現在地に校舎を新築の上、移転を完了。
- 1941年（昭和16年）4月1日 - 国民学校令施行により、「西岳村西岳国民学校」に改称。尋常科を初等科に改める。
- 1947年（昭和22年）- 学制改革が行われる（六・三制の実施）。
  - 4月1日 - 国民学校初等科は、新制小学校「西岳村立西岳小学校」に改組・改称。
  - 5月8日 - 国民学校高等科は、青年学校普通科とともに、新制中学校「西岳村立西岳中学校」に改組・改称。
- 1956年（昭和31年）7月15日 - 庄内町と西岳村が合併の上、「荘内町」となる。これにより、「荘内町立西岳小学校」に改称。
- 1961年（昭和36年）1月 - 学校給食（A型）を開始。
- 1965年（昭和40年）
  - 1月1日 - 都城市との合併により、「都城市立西岳小学校」（現校名）に改称。
  - 4月1日 - 特殊学級を新設。
- 1972年（昭和47年）
  - 3月 - 鉄筋コンクリート造2階建て校舎（4教室）が完成。
  - 9月 - プールが完成。
  - 12月 - 体育館が完成。
- 1973年（昭和48年）7月 - 運動場を緑化（芝を植栽）。
- 1975年（昭和50年）3月 - 鉄筋コンクリート造2階建ての新校舎が完成。
- 1983年（昭和58年）3月 - 家庭科室を増築。
- 1989年（平成元年）9月 - ローラースケート場が完成。
- 1990年（平成2年）1月1日 - 準へき地校に指定される。
- 1991年（平成3年）
  - 2月 - オガタマとケヤキを学校の木に制定。
  - 7月 - パターゴルフ場を設置。
- 1995年（平成7年）12月 - コンピュータ室が完成。
- 2000年（平成12年）4月 - 複式学級を設置。
- 2002年（平成14年）8月 - 第1回どろんこ運動会を実施。
- 2003年（平成15年）9月 - 第1回スポーツフェスタ（小中合同運動会）を実施。
- 2007年（平成19年）4月 - 完全複式学級となる。
- 2009年（平成21年）4月 - 放課後子ども教室を併設。
- 2011年（平成23年）1月 - 新燃岳噴火のため運動場とローラースケート場が使用不能となる。
- 2013年（平成25年）
  - 3月 - 新体育館が完成。
  - 4月 - 西岳地区市民センター・地区公民館・西岳小中学校合同落成式を挙行。
- 2021年（令和3年）10月 - 仮校舎へ移転。
- 2022年（令和4年）8月 - 校舎長寿命化改良工事が完成し、新校舎への移転を完了。
- 2024年（令和6年）2月4日 - 創立150周年記念行事を実施。

## 交通アクセス
最寄りの鉄道駅
- JR九州 日豊本線 「大隅大川原駅」

最寄りのバス停留所
- 高崎観光バス 「西岳学校下」バス停

最寄りの幹線道路
- 宮崎県道31号都城霧島公園線（霧島バードライン）
- 宮崎県道・鹿児島県道105号馬渡大川原線

## 周辺
- 都城市立西岳中学校
- 西岳地区公民館・西岳地区市民センター
- 西岳市民広場
- 西岳市民広場野球場
- わかば森のこども園
- 宮崎森林管理署都城支署 西岳森林事務所
- 西岳郵便局